# Amber Joseph
Amber Joseph (* 15. Dezember 1999 in Bridgetown) ist eine britisch-barbadische Radsportlerin, die Rennen auf Straße und Bahn bestreitet.

## Sportliche Laufbahn
Amber Joseph kam über den Schwimmsport zum Triathlon, bis sie merkte, dass ihr das Radfahrer besonderen Spaß machte. Sie hatte daraufhin Kontakt mit dem mehrfachen Panamerikameister und Vize-Weltmeister auf der Bahn, Barry Forde, und begann mit dem gezielten Radsporttraining, zunächst mit Schwerpunkt auf die Kurzzeitdisziplinen auf der Bahn. 2013 zog sie nach England und bekam ein Stipendium der Sherfield School im britischen Sherfield on Loddon (Hampshire).
2016 belegte Joseph bei den britischen Bahnmeisterschaften den sechsten Platz im Sprint der Juniorinnen. Anschließend wechselte sie in den Ausdauerbereich, ging im selben Jahr für ihr Geburtsland Barbados bei den Panamerikameisterschaften an den Start und errang die Silbermedaille im Omnium. Im Jahr darauf holte sie erneut Silber im Omnium und zudem Gold im Punktefahren. Bei den karibischen Straßenmeisterschaften gewann sie das Straßenrennen und wurde Zweite im Einzelzeitfahren.
Seit 2018 fährt Joseph in der Elite. Sie startete bei den Commonwealth Games  2018, wurde 15. im Punktefahren und 16. im Omnium. Bei den Bahnradsport-Weltmeisterschaften 2019 im polnischen Pruszków wurde sie Siebte im Scratch. 2021 und 2022 wurde sie Panamerikameisterin im Scratch.

## Ehrungen
2017 wurde Amber Joseph Female Cyclist of the Year von Barbados.

## Erfolge

### Bahn
2016
- Junioren-Panamerikameisterschaft – Omnium

2017
- Junioren-Panamerikameisterin – Punktefahren
- Junioren-Panamerikameisterschaft – Omnium

2021
- Panamerikameisterin – Scratch
- Panamerikameisterschaft – Punktefahren

2022
- Panamerikameisterin – Scratch
- Panamerikameisterschaft – Punktefahren, Omnium
- Karibische Meisterin – Ausscheidungsfahren, Omnium

2023
- Zentralamerika- und Karibikspiele – Omnium

2024
- Panamerikameisterschaft – Scratch

2025
- Barbadische Meisterin – Keirin, Zeitfahren, Sprint

### Straße
2020
- Barbadische Meisterin – Straßenrennen, Einzelzeitfahren

2021
- Barbadische Meisterin – Straßenrennen, Einzelzeitfahren
- Karibische Meisterschaft – Straßenrennen

2022
- Barbadische Meisterin – Einzelzeitfahren

2023
- Barbadische Meisterin – Straßenrennen, Einzelzeitfahren

2024
- Barbadische Meisterin – Straßenrennen, Einzelzeitfahren